# یواس‌اس فاکس (۱۸۵۹)
یواس‌اس فاکس (۱۸۵۹) (به انگلیسی: USS Fox (1859)) یک کشتی بود که طول آن not known بود. این کشتی در سال ۱۸۵۹ ساخته شد.